# Liste der Brunnenanlagen im Berliner Bezirk Charlottenburg-Wilmersdorf

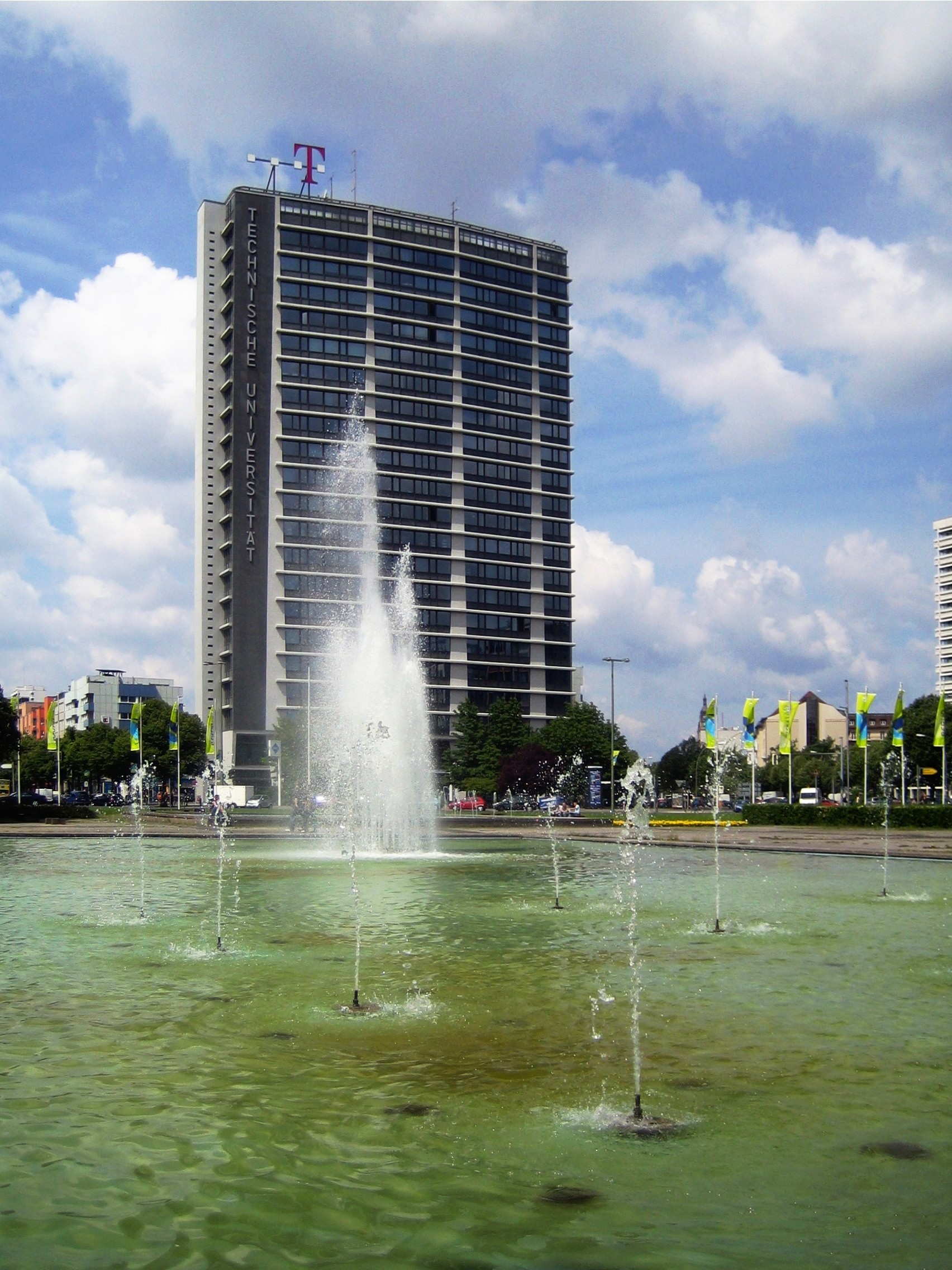
Brunnenanlage auf dem Ernst-Reuter-Platz in Berlin-Charlottenburg, erbaut 1961

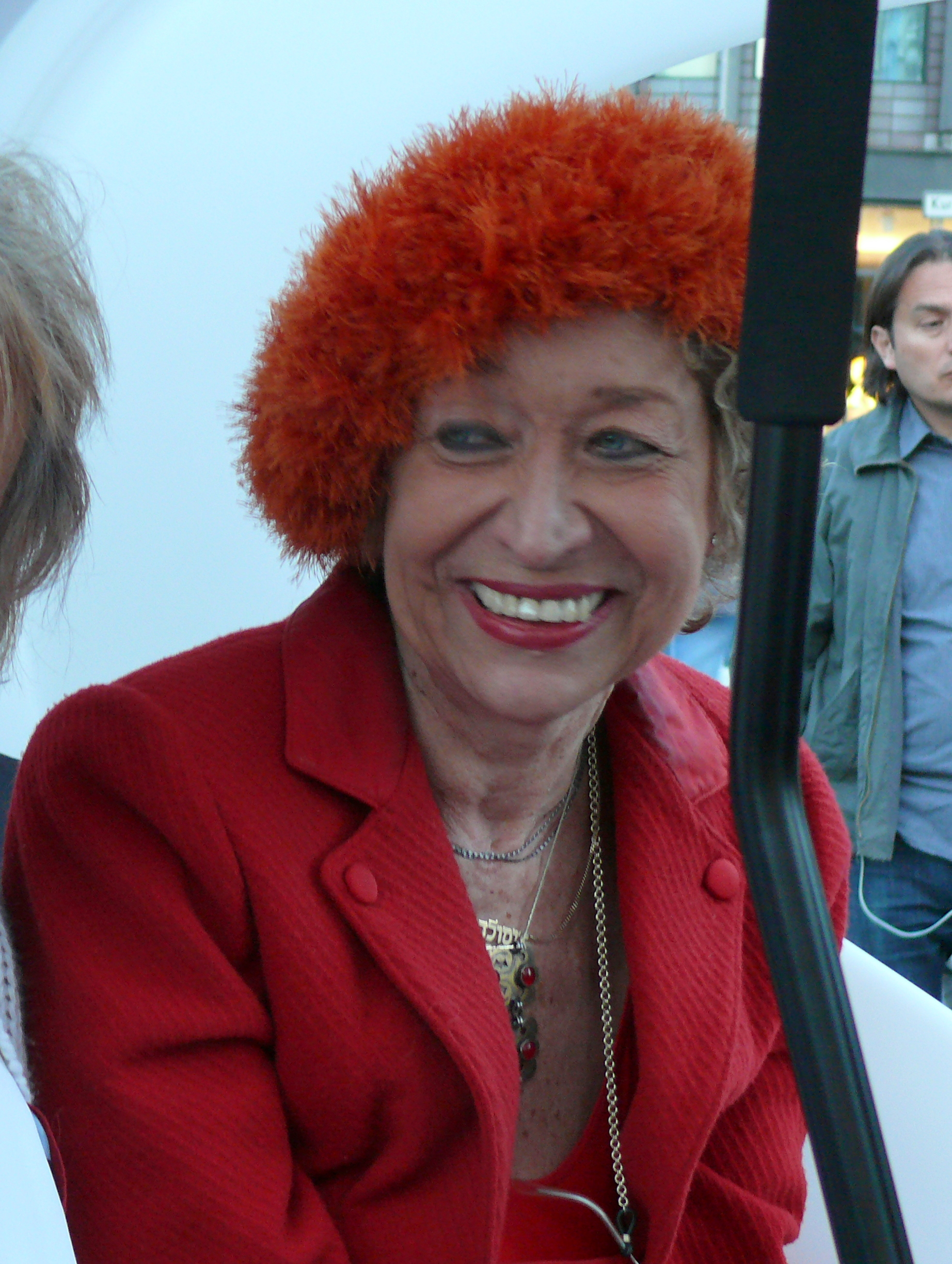
Brunnenfee Isolde Josipovici, 2011

Die Liste der Brunnenanlagen im Berliner Bezirk Charlottenburg-Wilmersdorf ist eine detaillierte Übersicht der Brunnenanlagen im öffentlichen Raum des Bezirks Charlottenburg-Wilmersdorf. Aufgenommen sind auch Brunnen, die außer Betrieb oder nicht mehr vorhanden sind, jedoch keine einfachen Handpumpen.
Die Auflistung enthält 51 Objekte und basiert auf der Internetdarstellung des Bezirksamts Charlottenburg-Wilmersdorf (hier werden 38 Anlagen aufgelistet, Stand: Ende 2016) und der Senatsverwaltung für Stadtentwicklung, Bauen und Wohnen über die öffentlichen Brunnen in Charlottenburg-Wilmersdorf (hier werden 33 Anlagen aufgelistet, Stand: Ende 2016), und auf weiteren Quellen.
Jahrelang gab es im Bezirk eine Brunnenfee, die Pensionswirtin Isolde Josipovici, die sich auch berlinweit für den Erhalt und die Wiederinbetriebnahme von Brunnen engagierte. Ihrem Einsatz ist es zu verdanken, dass den Brunnen der Stadt wieder mehr Aufmerksamkeit durch die Bezirke gewidmet wurde, wie am Beispiel des Ernst-Reuter-Platzes zu erkennen war.
Im Jahr 2025 informiert eine Überblicksveröffentlichung zu den Zierbrunnen in Berlin, dass hier im Jahr 2024 von allen Bezirken die höchsten Ausgaben für den Erhalt der Brunnenanlagen getätigt wurden: rund 430.000 Euro.

## Überblick
In Charlottenburg-Wilmersdorf beleben 51 Brunnen die öffentlichen Plätze und Grünanlagen. Laut Darstellung des Senats gibt es in Berlin insgesamt über 270 funktionierende Schmuckbrunnen und Seefontänen, deren Wartung ab 2017 schrittweise von den Berliner Wasserbetrieben übernommen wurde.

## Liste der Brunnen
Die sortierbare Zusammenstellung ist nach Ortsteilen und darunter nach Straßen alphabetisch (vor)geordnet.
Legende:
- OT: Ortsteil, dabei bedeutet

Cb = Charlottenburg, CN = Charlottenburg-Nord, Gw = Grunewald, Ha = Halensee, Sd = Schmargendorf, Wd = Wilmersdorf, We=Westend
- Name (kursiv): Bezeichnung des Brunnens, wie vom Künstler vorgenommen
- Adresse: am nächsten gelegene(s) Straße/Gebäude und Lage: Geokoordinaten
- Jahr: wann aufgestellt
- Künstler
- Kurzdarstellung mit Bild

| OT | Name                                                    | Adresse und Lage                                               | Jahr          | Künstler                                                                     | Kurzdarstellung mit Bild |
| -- | ------------------------------------------------------- | -------------------------------------------------------------- | ------------- | ---------------------------------------------------------------------------- | --- |
| Cb | Säule in der Brandung                                   | Adenauerplatz Lage                                             | 1974          | Brigitte und Martin Matschinsky-Denninghoff                                  | Eine in einem Betonbecken stehende runde Säule wurde mit verschweißten Rohren ummantelt, die sich auf etwa halber Höhe blütenförmig öffnen. Zwischen Säule und Rohrmantel tritt Wasser aus, das den sichtbaren Teil der Säule mit einem transparenten Schleier umhüllt. Vom Beckenrand strahlen kleine, bogenförmige Wasserfontänen zur Beckenmitte hin. Die Brunnenskulptur aus Chromnickelstahl in einem flachen Rundbecken aus Stein wurde von Brigitte und Martin Matschinsky-Denninghoff geschaffen und steht seit dem 22. Mai 1974 auf dem Platz. |
| Cb | Weltkugelbrunnen im Volksmund: „Wasserklops“            | Breitscheidplatz Lage                                          | 1983          | Joachim Schmettau, Susanne Wehland, Krusnik + Reith                          | Der Weltkugelbrunnen ist der größte Brunnen des Bezirks und wohl die vielgestaltigste und städtebaulich interessanteste moderne Wasseranlage in Berlin. Das Zentrum bildet eine große strukturierte Kugel mit Sprudel- und Bogenfontänen und einer „Arche Noah“ in einem halbkreisförmigen Bassin, das der Gedächtniskirche zugewandt ist. Zum Europa-Center hin begrenzt eine gebogene Wassertreppe das Becken, während an der gegenüber liegenden Seite das Wasser über dreistufige Kaskaden herabfließt. Das sowohl lebhafte als auch leise plätschernde Wasserspiel wird durch vielseitige Figurenschmuck bereichert, der sowohl in humorvoller als auch in besinnlicher Weise die Paradiesthematik, Figuren der Eitelkeit, „Harry der Schweizer“, ein Liebespaar oder „kleine böse Tiere“ darstellt. Im November 2013 sprachen sich anliegende Geschäftsinhaber und Stadtentwicklungsstadtrat Marc Schulte dafür aus, über eine Neugestaltung des Eingangsbereichs zum Europa-Center nachzudenken. In diesem Zusammenhang wurde auch über einen möglichen Abriss des Brunnens diskutiert. Der Betrieb des Brunnens für fünf Sommermonate im Jahr kostet den Bezirk Charlottenburg-Wilmersdorf rund 75.000 Euro. Da sich der Bezirk nicht in der Lage sieht, diese Kosten zu tragen, ist der Brunnen auf die Hilfe von Sponsoren angewiesen. So finanzierte von 1996 bis 2001 die Arbeitsgemeinschaft City den Brunnen, im Jahr 2004 spendete der Betreiber des angrenzenden Europa-Centers 45.000 Euro. |
| Cb | Brunnenanlage Ernst-Reuter-Platz                        | Ernst-Reuter-Platz Lage                                        | 1961          | Werner Düttmann, Bernhard Hermkes                                            | Mit der Namensgebung des Platzes ließ das Bezirksamt in dessen Zentrum einen Springbrunnen installieren, der bereits in den Architekturentwürfen von Bernhard Hermkes enthalten war. Detailplanungen führte Werner Düttmann aus. Die Anlage besitzt zwei rechteckige Betonbecken, das westlich auf dem Platz gelegene ist mit 19 m Seitenlänge fast quadratisch, das östliche ist 30 m breit und 40 Meter lang. In jedem Becken sprudeln mehr als 20 Wasserfontänen von ein bis zwei Meter Höhe. Sie kommen aus rotierenden Metallplatten, sodass die Wasserstrahlen sich tänzelnd umeinander drehen. Im größeren Becken steigt aus fünf Einzeldüsen das Wasser einer Fontänengruppe bis zu acht Meter hoch. Anfang der 1990er Jahre stellte das Bezirksamt das Wasser der Brunnen ab. Die Becken waren unsauber, die Teile der Pumpenanlage marode. Die gesamte Grünfläche wurde nicht mehr gepflegt – „kein Geld in der Kasse“ lautete die lapidare Begründung. Die Inhaberin einer Pension an der Bleibtreustraße, die „Brunnenfee“ Isolde Josipovici, wollte diesen Zustand nicht hinnehmen und schaffte es, Edzard Reuter zu kontaktieren. Reuter erreichte über die Drohung, die Namensrechte zu entziehen, beim seinerzeitigen Regierenden Bürgermeister von Berlin Eberhard Diepgen, dass der damalige Bezirk Charlottenburg das Geld zur Sanierung der gesamten Platzanlage einschließlich des Brunnensystems erhielt. An den Sanierungskosten beteiligten sich zusätzlich die Berliner Wasserbetriebe. Josipovici erreichte außerdem, dass die Wall AG seitdem die Betriebskosten der Fontänen übernimmt (Stand: 2014). |
| Cb | Kaskade am KapHag-Hochhaus                              | Fasanenstraße 81 Lage                                          | 1995          | unbekannt                                                                    | Der ca. 15 m breite Wasserfall verläuft an der Fasanenstraße neben dem KapHag-Hochhaus vom Straßenniveau ca. 4 m tief bis vor die Fenster des Nobel-Clubs Cascade, der 2006 eröffnet wurde und davon seinen Namen ableitet. Von der Bar aus blickt man durch die verglaste Front auf den Wasserfall. Seit September 2013 befindet sich in diesen Räumlichkeiten der Club The Pearl. |
| Cb | Brunnen im Garten des Literaturhauses Berlin            | Fasanenstraße 23 Lage                                          |               |                                                                              | Der als Gartendenkmal ausgewiesene Garten der Villa Grisebach ist Teil des um 1890 entstandenen Wintergartenensembles. Der Brunnen besteht aus einem Becken mit ca. 3 m Durchmesser, in dem sich eine fünfblättrige Pflanzenskulptur öffnet und eine kleine Fontäne sprudelt. Garten und Gebäude wurden in den 1980er Jahren unter der Leitung des Berliner Architekten Uli Böhme wiederhergestellt bzw. restauriert und 1986 mit neuer Nutzung eröffnet. |
| Cb | Brunnen Deutsche Oper                                   | Götz-Friedrich-Platz neben der Deutschen Oper Lage             | 2008          | Entwurf Lützow 7 – Garten- und Landschaftsarchitekten C. Müller – J. Wehberg | Nachdem der Platz neben der Deutschen Oper über die Jahre ein vernach;lässigtes Erscheinungsbild bot, fand 2007 ein Wettbewerb zur Neugestaltung des Platzes statt, den die Landschaftsarchitekten Lützow 7 – Garten- und Landschaftsarchitekten C. Müller – J. Wehberg für sich entscheiden konnten, die in der Hauptstadt u. a. den Platz vor dem Reichstag und den Platz der Republik gestaltet haben. Gefordert war bei der Neugestaltung auch der Erhalt der drei historischen Platanen, die noch aus dem historischen Operngarten von 1914 stammen. Zwei unterschiedlich große Rechtecke wurden mit geschliffenem, anthrazitfarbenem Terrazzo-Asphalt bedeckt, der geschickt die Farbtöne des Gebäudes aufnimmt. Eine hellgrüne „Intarsie“ in der größeren Asphaltfläche vermittelt farblich zwischen der Fassade und den grünen Bäumen. Auf der kleineren Fläche stehen die Tische der Gastronomie; in die größere ist ein – abends illuminiertes – Wasserspiel integriert. Bis zu 2 m hohe Fontänen wechseln sich mit einem ruhigen, 5 mm hohen Wasserspiegel ab, in dem sich vor allem nachts die Lichter der Fassaden spiegeln. Das Wasserspiel läuft von 11 bis 23 Uhr und wird elektronisch geregelt, das Wasser durch ein Pumpensystem geleitet. Auch die alten Betonplatten wurden verlesen und wieder eingearbeitet: als Bodenbelag unter den Arkaden des Gebäudes und als schmaler Weg, der die beiden Plateaus wie auch die Gussasphaltflächen teilt. |
| Cb | Entenbrunnen                                            | Hardenbergstraße 6, vor dem Renaissance-Theater Lage           | 1911          | August Gaul                                                                  | Inmitten eines rechteckigen, abgerundeten Beckens auf einem zweifach gestuften Sockel erhebt sich ein Pilz, aus dessen Mitte Wasser nach oben austritt und rundherum seitlich über den Rand tröpfelt. Auf dem Beckenrand wurden zwei sich gegenüber sitzende Dreiergruppen Enten des Tierbildhauers August Gaul symmetrisch angeordnet. Der Entenbrunnen war ein Geschenk des ehrenamtlichen Charlottenburger Stadtrats Max Cassirer, einem Onkel von August Gauls Galeristen Paul Cassirer, und wurde wegen seiner Beliebtheit auch „Streichelbrunnen“ genannt. |
| Cb | Prometheus-Wandbrunnen                                  | Hardenbergstraße 33, an der Universität der Künste Lage        | 1901          | Emil Hundrieser                                                              | Der Brunnen ist Teil der Fassade am westlichen Flüges des Gebäudes. Auf einem ca. 1,50 m hohem Sockel steht eine 3,5 m hohe Figurengruppe aus Sandstein, bestehend aus dem an den Fels geschmiedeten Prometheus mit einem links neben ihm sitzenden Adler. Rechts von ihm befinden sich zwei unbekleidete Frauen, die eine, kniend, versucht Prometheus zu befreien, die andere hat den Kopf in Trauer auf ihre Hand gestützt. Ist der Brunnen in Betrieb, tritt unterhalb des Prometheus Wasser aus dem Fels und fällt in ein vorgelagertes Brunnenbecken (5 m × 2 m). Der Brunnen wurde 1987 restauriert. |
| Cb | Wassertisch                                             | Herbert-Lewin-Platz Lage                                       | 2005          | unbekannt                                                                    | Der 12 Meter lange Brunnen aus Messing wurde im Rahmen der Anlage des Herbert-Lewin-Platzes 2004/2005 auf dem Platz installiert. Der Brunnen hebt sich nur leicht aus der Platzfläche heraus. Der dünne Wasserfilm auf der Messingoberfläche erzeugt Spiegelungen der umliegenden Fassaden und lädt zur Berührung ein. |
| Cb | St.-Georg-Brunnen                                       | Hindemithplatz Lage                                            | 1980          | Wilhelm Walther                                                              | Den wuchtigen St.-Georg-Brunnen oder Bayernhof-Bunnen schuf der Architekt Wilhelm Walther für das ehemalige Vergnügungsetablissement „Bayernhof“ am Potsdamer Platz in der Nähe des Grand Hôtel „Esplanade“. Der Architekt errichtete den Brunnen 1903/1904 im Innenhof des „Bayernhofs“. Beim Abriss der Ruine des im Zweiten Weltkrieg zerstörten Gebäudes wurde der Brunnen 1975 zerlegt und 1980 auf dem – zu dieser Zeit noch namenlosen – Hindemithplatz wiederaufgebaut. Der Platz wurde am 19. Oktober 1995 nach Paul Hindemith benannt. Eine Bronzetafel am Brunnen enthält folgende Inschrift: ST. GEORG BRUNNEN / 1904–1975 / IM “BAYERNHOF” POTSDAMER STRASSE / ENTWURF ARCHITEKT WILHELM WALTHER / WIEDERERRICHTET 1980 |
| Cb | Brunnenstelen                                           | Kläre-Bloch-Platz Lage                                         | 1991          | Achim Pahle                                                                  | Auf einem mit Steinplatten belegten Platz ragen, ähnlich wie dicke Bleistifte, zwei spitz zulaufende viereckige Skulpturen und ein kleiner pyramiden-förmiger Körper empor. Aus schlitzförmigen, kaum sichtbaren Öffnungen läuft Wasser und benetzt die Oberfläche der beiden Stelen. Einen besonderen Reiz verleiht dieser Anlage der formvollendete Übergang der verschiedenartigsten Materialien ineinander. Der Brunnenbetrieb wurde nach jahrelanger Stilllegung im Jahr 2007 wieder aufgenommen. |
| Cb | Trinkbrunnen                                            | Kurfürstendamm 26A Lage                                        |               | Berliner Wasserbetriebe / Siegfried Kaiser                                   | Der Brunnen vom Typ 1 steht an der Kreuzung Kurfürstendamm / Fasanenstraße gegenüber vom Hotel Kempinski. |
| Cb | Wiener Trinkbrunnen                                     | Kurfürstendamm 33 Lage                                         | 1994          | Hans Muhr                                                                    | Das Unternehmen Siemens Wien und die Wiener Wasserwerke widmeten den Brunnen „Den Durstigen der Stadt Berlin“, wie auf einer in die gepflasterte Bodenfläche eingelassenen Messingplatte zu lesen ist. Der Wiener Trinkbrunnen des „Wasser-Bildhauers“ Hans Muhr ist ein Prototyp und neuartig in seiner feinsinnigen Konzeption. Es ist ein eigenständiges bildhauerisches Werk, bei dem das Hauptgewicht auf die Darstellung und Formung des Elementes Wasser gelegt wurde. In Kleinserie wurde der gediegene, zeitlose Trinkbrunnen aus Naturstein und Bronze geformt. Der Unikatcharakter entstand durch verschiedenartige Gestaltung des Natursteins und die Wahl der Steinart. Das Wasserzeichen, ein „W“ steht als „Logo“ für das Wiener Wasser und verleiht der Trinkwasseranlage ihre Einzigartigkeit. Mit der kleinen Trinkschale, die sich am Fuß des Brunnens befindet, wurde auch an den Durst der Hunde gedacht. Die Trinkbrunnenanlage ist auch ohne Wasser als Skulptur ästhetisch und muss nicht wie viele herkömmliche Brunnen im Winter eingehaust werden. Während „Wasser-Berlin 1993“ wurde ein Trinkbrunnenaustausch zwischen den Berliner Wasserbetrieben und den Wiener Wasserwerken beschlossen. Das Konzept für den Austausch wurde von den Wiener Wasserwerken erarbeitet und die Siemens AG als Sponsor gewonnen. Der Berliner Trinkbrunnen wurde im Oktober 1993 nach Wien verschickt. Die offizielle Einweihung sollte möglichst zum 23. Oktober 1993, dem 120-jährigen Jubiläum der Wiener Wasserwerke sein. Der gewählte Standort war in Wien die Fußgängerzone der Wiener-Wasser-Welt". Nach unseren Informationen steht der Berliner Trinkbrunnen heute noch in Wien. Betreiber dieses Trinkbrunnens sind die Berliner Wasserbetriebe. |
| Cb | Schwanenkükenbrunnen                                    | Kurfürstendamm 61 Lage                                         | 1908          | August Gaul                                                                  | Der Brunnen wurde 1908 von August Gaul für den Garten der Villa von Max Cassirer (Kaiserallee 182/183, heute Bundesallee) geschaffen. In einem leicht vertieft eingelassenen achteckigen Becken wurde auf ein Postament mit ovalem Sockel eine leicht ovale Schale gesetzt. Auf ihrem Rand sitzen sich jeweils zwei Schwanenküken und zwei Schwanenkükenpaare in unterschiedlicher Pose gegenüber. Aus der Düse im Zentrum der Schale tritt glockenförmig das Wasser aus und läuft über den Schalenrand in das Becken ab. Cassirer musste seine Villa 1938 nach der „Arisierung“ seines Unternehmens- und Aktienbesitzes an das Kaiserliche Japanische Marineministerium verkaufen. Der Sockel des Brunnens blieb bis nach dem Zweiten Weltkrieg in dem Garten stehen, während die bronzene Tiergruppe 1941 versteigert wurde. 1962 wurde der komplette Brunnen durch das Bezirksamt Charlottenburg an der Kreuzung Kurfürstendamm / Leibnizstraße wieder aufgestellt. |
| Cb | Froschbrunnen                                           | Kurfürstendamm 193 Haus Cumberland Lage                        | 1912          | Wilhelm Luserke                                                              | Der Brunnen steht im 2. Innenhof des Hauses Cumberland und wurde 1912 von Wilhelm Luserke geschaffen. Innerhalb von steinernen Arkaden liegt ein Brunnenbecken. Dessen Boden und innerer Beckenrand sind mit blauen, weißen und roten Mosaiksteinchen belegt. An allen vier Seiten sitzen auf kleinen Sockeln jeweils zwei Frösche, die auch als Wasserspeier dienten. Im Rahmen der Umbauarbeiten in den 2010er Jahren wurde der Brunnen ab- und nach historischem Vorbild wieder aufgebaut. |
| Cb | Trinkbrunnen                                            | Kurfürstendamm 226 Lage                                        |               | Berliner Wasserbetriebe / Marcus Botsch                                      | Der Brunnen vom Typ 2 steht am Fasanenplatz neben dem gerne von Touristen besuchten Alt-Berliner Biersalon. |
| Cb | Wassertisch Lehniner Platz                              | Lehniner Platz Lage                                            | 2012          | Häfner/Jimenéz, Büro für Landschaftsarchitektur                              | Der Lehniner Platz gegenüber der Schaubühne am Kurfürstendamm wurde am 14. Juni 2012 eingeweiht. Dort, wo vorher nur Autos parkten, bildet nun eine großzügige und offene Fläche den Raum als städtische Bühne. Dominierendes Element des Platzes ist ein Wassertisch, der als Sitzelement mit axialem Bezug zum Turmgebäude der Schaubühne gleichzeitig ein Wasserspiel beinhaltet. Der Brunnenkörper besteht aus insgesamt 16 Betonwerkstein-Elementen, die zu einem langgestreckten Quader zusammengesetzt sind. Der innere Bereich des Tisches ist durch beidseitige Aufkantungen leicht abgesetzt und geneigt ausgebildet. Ausgehend von der Zulaufarmatur entsteht ein dünner Wasserfilm, der über die gesamte Länge des Brunnens reicht. Die polierte, dunkle Brunnenoberfläche und der Wasserfilm wirken wie ein riesiger Spiegel der Umgebung. Das Thema der ruhigen, spiegelnden Wasserfläche steigert sich hin zu einer bewegten Wasseroberfläche. Der bogenförmige Abriss an der Ablaufkante am Tischende sowie die sechs Parabelstrahlen, die unabhängig voneinander geschaltet sind, bilden den Höhepunkt des etwa 15-minütigen Wasserspiels. Lichtbänder auf den beiden Langseiten des Wassertischs und die in der Oberfläche eingelassenen Lichtfliesen bringen den Brunnen in der Abenddämmerung besonders gut zur Geltung. |
| Cb | Brunnen im Rathaus                                      | Otto-Suhr-Allee 100 im Rathaus Charlottenburg Lage             |               |                                                                              | Der Brunnen befindet sich im Rathaus Charlottenburg. |
| Cb | Kleine Kaskaden (einschließlich Rundbecken mit Fontäne) | Lietzenseepark Nord an der Wundtstraße Lage                    | 1912          | Erwin Barth, Heinrich Seeling                                                | Ein rundes Becken mit Mittelfontäne wird von bogenförmigen Stufen umrahmt. Das Wasser fließt durch einen Überlauf in das darunter liegende Bassin. Ein weiterer Überlauf leitet das Wasser über kleine Kaskaden, die von vielfältiger Fauna umgeben sind, bis zur gegenüber liegenden Seite des Wegs. Sie wird aus einem Rundbecken mit Fontäne an der Wundtstraße gespeist und von zwei Laubengängen gesäumt. |
| Cb | Große Kaskade                                           | Lietzenseepark Süd, an der Dernburgstraße Lage                 | 1912          | Erwin Barth, Heinrich Seeling                                                | Die beiden Kaskaden im Lietzenseepark wurden 1912–1913 von Erwin Barth und Heinrich Seeling geschaffen. Die gepflegte Anlage ist zwischen Treppen eingebettet, die zum Ufer des Lietzensees hinabführent. Unterhalb eines Sockels fällt das Wasser in ein darunter liegendes, abgerundetes Bassin und fließt über sieben Staustufen bis zu einem Auffangbecken. Von dort läuft das Wasser in den See ab. Die Kaskade wurde 1913 in Betrieb genommen, Richard Kolkwitz von der Königlichen Landesanstalt für Wasserhygiene plante mit Hilfe der Kaskade, sauerstoffreiches Trink-, Grund- und Seewasser in den Lietzensee einzuleiten. Ziel war die Bekämpfung von Algenblüten, die sich seit der Bebauung der Umgebung zunehmend im See ausgebildet hatten. Diese Maßnahme wird in der Gewässerkunde als eine der ersten Gewässerrestaurierungen angesehen. Heute werden die Kaskaden mit Seewasser betrieben und das Wasser dabei gleichzeitig durch Siebe gereinigt. |
| Cb | Mierendorffplatzbrunnen                                 | Mierendorffplatz Lage                                          | 1912          | Erwin Barth                                                                  | Der Brunnen wurde im Rahmen der Anlage des Mierendorffplatzes 1912–1913 durch Erwin Barth als Granitschale mit Fontäne errichtet. Er befindet sich im Zentrum des Platzes und ist von einer Hecke eingefasst. |
| Cb | Springbrunnen am Spielplatz                             | Richard-Wagner-Straße 38 Lage                                  | 1982          | Entwurf Hans-Peter Fechner                                                   | Der Brunnen neben der Arno-Fuchs-Schule besteht aus einer Schale mit 7 m Durchmesser, die mit Pflastersteinen ausgelegt ist, und in deren Mitte ein auf drei Füßen stehendes Becken steht, aus dem Wasser sprudelt. |
| Cb | Seelöwenbrunnen                                         | Schloßstraße 26a Lage                                          |               | Entwurf unbekannt                                                            | Der Brunnen steht im Garten der Wohnanlage Schloßstraße 26a und hat einen Durchmesser von etwa 4 m. In seiner Mitte befindet sich ein etwa 1 m hoher Sockel mit drei Seelöwen. Der Sockel trägt eine Schale mit einem Durchmesser von 2 m. In deren Mitte befinden sich drei Delphine, die Wasser speien. Auch aus den Mäulern der Seelöwen sprudelt Wasser. Vom oberen Becken schwappt das Wasser in das untere über. |
| Cb | Trinkbrunnen                                            | Schloss Charlottenburg Spandauer Damm 20 Lage                  |               | Berliner Wasserbetriebe Siegfried Kaiser                                     | Der Brunnen vom Typ 1 steht auf dem Mittelstreifen der Schloßstraße gegenüber dem Schloss Charlottenburg. |
| Cb | Springbrunnen am Schloss Charlottenburg                 | Schloss Charlottenburg Lage                                    | 1967          | Heinrich Kubisch, Dietrich Starcke, Günter Schneider, Klaus Wiesener         | In der Mitte eines achteckigen Beckens aus Kalkstein mit einem Durchmesser von 25 m ist eine Fontäne installiert, aus der das Wasser bis zu 30 m empor schießt. Der Brunnen, nach dem Vorbild einer Wasseranlage am Schloss Versailles angelegt, befindet sich im Besitz der Stiftung Preußische Schlösser und Gärten. Im Jahr 2016 wurde er für 140.000 Euro saniert. |
| Cb | Spielbrunnen auf dem Spielplatz                         | Stuttgarter Platz / Leonhardtstraße Lage                       | ca. 1990      | Entwurf unbekannt                                                            | Der Brunnen bildet den Mittelpunkt einer überdimensionalen „Sandkiste“. Aus zehn niedrigen im Kreis angeordneten Stahldüsen sprudelt Wasser in zarten Rundbögen auf eine gepflasterte Fläche, die von einem dreifach abgestuften Halbkreis umgeben ist. Eine große mit weichem Spielsand ausgefüllte Fläche und mit ebenfalls terrassenförmigen Abstufungen erweitert die Anlage zu einem ausgedehnten eingezäunten Spielplatz. |
| Cb | Wasserfontäne                                           | Walter-Benjamin-Platz Lage                                     | 2000          | Hans Kollhoff und Helga Timmermann                                           | In eine ebenerdige Fläche aus Granitplatten wurden 115 Düsen eingegliedert, aus denen 840 m³ Wasser pro Stunde empor schießen. Alle entstehenden Wasserbilder – wie das einer Lilie, einer Qualle oder einer Kralle – wurden mit dem Auge entworfen. Eine Computeranlage steuert jedoch die Wassermenge, den Wasserdruck oder die Richtung der Düsen, welche die Wasserfiguren gestalten. Insgesamt acht Großbilder im Wechsel mit kleinen Zwischenspielen arrangieren sich zu einer fünf Minuten langen Wasserchoreografie. Da die Computersteuerung sogar den Straßenlärm berücksichtigt, plätschert das Wasser morgens und abends leiser als am Tage. In einer umlaufenden Rinne läuft das Wasser wieder ab. |
| Cb | Kugelbrunnen                                            | Wilmersdorfer Straße / Pestalozzistraße Lage                   | 2009          | Maasberg BA Charlottenburg-Wilmersdorf Grünflächen- und Tiefbauamt           | Fünf unterschiedlich große schlichte Kugeln aus rosagrauem Granit ruhen auf kreisförmig verlegtem Kleinpflaster, das in Hellgrau, Gelb und Dunkelgrau gehalten und mit schwarzem Andesit-Mosaikpflaster abgesetzt ist. Aus der Mitte der drei großen Kugeln sprudelt jeweils eine Kleinstfontäne empor. Das herabfließende Wasser benetzt gleichmäßig die Kugeloberfläche und bildet dort einen transparenten Film. Zwei weitere kleine Kugeln, die kein Wasser führen, runden das Ensemble ab. Mittels vier Strahlern, die im Boden eingelassen sind, wird die Brunnenanlage in den Abendstunden beleuchtet. |
| Cb | Brunnen St. Canisius                                    | St. Canisius, Witzlebenstraße 30 Lage                          | 28. Juni 2002 | Entwurf Architekturbüro Büttner, Neumann & Braun                             | Der Brunnen gehört zum Offenen Raum der Kirche St. Canisius, der nur über das Kircheninnere betreten werden kann. Er besteht aus einem ca. 15 m × 2 m großem Becken von 50 cm Tiefe, das in den Boden eingelassen ist und dessen eine Seite etwas niedriger ist, sodass das Wasser an der dem Kirchenraum zugewandten Mauer herunterlaufen kann. Der Brunnen ist nur während der Gottesdienste in Betrieb und benötigt ca. 20 Minuten, bis der nötige Wasserstand erreicht ist. |
| CN | Brunnen Popitzweg                                       | Popitzweg Lage                                                 |               | unbekannt                                                                    | Die Brunnenanlage ist Teil einer wahrscheinlich in den 1970er Jahren entstandenen achtgeschossigen Wohnanlage |
| Gw | Brunnen „Die Bergpredigt“                               | Bismarckallee 23, vor dem St.-Michaels-Heim Lage               | 1986          | Rolf Fässer                                                                  | Die Bronzeskulptur bedeckt die Spitze eines ca. 2 m hohen Findlings, der in einem historischen Brunnenbecken von ca. 5 m Durchmesser steht. Unter der Skulptur quillt Wasser, das am Findling hinunter läuft und sich im Brunnenbecken sammelt. Der Brunnen entstand 1986. |
| Gw | Springbrunnen Douglasstraße                             | Douglasstraße 7–9 Garten der Villa Harteneck Lage              | 1911          | Adolf Wollenberg                                                             | Der Springbrunnen im Garten der Villa Harteneck wurde 1911 errichtet und 1985 restauriert. Die Brunnenanlage besteht aus einem Rundbecken mit Fontäne in der Mitte des Gartens und einem Trinkbrunnen an der Pergola gegenüber der Villa. |
| Gw | Pergola mit Trinkbrunnen Douglasstraße                  | Douglasstraße 7–9 Garten der Villa Harteneck Lage              | 1911          | Adolf Wollenberg                                                             | Die hölzerne Pergola im Garten der Villa Harteneck ist 30 m lang, 4,4 m breit und 3,4 m hoch und besteht aus 16 Pfeilern. Vor der Pergola steht ein kleiner, halbkreisförmiger Trinkbrunnen aus Naturstein und Beton, dessen Becken etwa 3 m lang und 2 m breit ist. |
| Gw | Elementenblock                                          | Bismarckplatz 1 vor dem ehem. Umweltbundesamt Lage             | 1983          | Emanuel Scharfenberg                                                         | Die Brunnenskulptur aus Bronze von Emanuel Scharfenberg wurde 1983 vor dem Gebäude des Umweltbundesamts aufgestellt. |
| Gw | Bären-Brunnen                                           | Teufelsseechaussee 22 Lage                                     |               | unbekannt                                                                    | (im Forst Grunewald, Jagen 86) |
| Gw | Trinkbrunnen                                            | Teufelsseechaussee 22 Ökowerk am Teufelssee Lage               |               | Berliner Wasserbetriebe                                                      | Der Holzbrunnen steht hinter dem Maschinenhaus am Hochteich, das Wasser wird abends abgestellt. |
| Ha | Gorgobrunnen „Medusa“                                   | Henriettenplatz Lage                                           | 1987          | Anne und Patrick                                                             | Der Brunnen wurde 1987 im südlichen Bereich des Henriettenplatzes aufgestellt. Vorausgegangen war ein geschlossener Wettbewerb, den der Berliner Senat in Zusammenhang mit der Neugestaltung des Platzes durch den Architekten Arno Bonanni durchgeführt hatte. In einem quadratischen Becken von etwa 5,50 m Seitenlänge ragt ein übergroßes bronzenes Medusenhaupt aus dem Wasser, 4 m breit und 3,50 m hoch. Von dem Kopf sind nur Augenpartie und Nasenwurzel zu sehen, darüber die Stirn, aus der vergoldete Flügel wachsen. Aus den Haaren winden sich Riesenschlangen bis ins Brunnenbecken hinunter. Als Referenz auf die Andromeda-Sage werden einige der Schlangenhaare zudem von einer großen Hand gehalten. Die Rückseite ist als dunkle Felsenlandschaft gestaltet; im flachen Wasser des Brunnens steht ein etwa 70 cm hohes vergoldetes Pferd. Auf einem weißen Granitblock sieht man die Bruchstücke einer spielzeuggroßen Säule. An mehreren Stellen des Kopfes, so zum Beispiel aus den Augenwinkeln, tritt Wasser aus und läuft oder fällt in schmalen Rinnsalen herab in das Becken. |
| Ha | Brunnen Schweidnitzer Straße 11–14                      | Schweidnitzer Straße 11–14 Lage                                |               | Entwurf unbekannt                                                            | Der Brunnen steht im Zugangsbereich zum Wohnkomplex Schweidnitzer Straße 11–14, der sich fast über die gesamte Länge der Straße erstreckt. Er hat am Fuß ein kreisrundes Becken von ca. 2 m Durchmesser, in das drei weitere kreisförmige Elemente unterschiedlicher Höhe gestellt sind. Den Abschluss bildet ein ca. 20 cm dickes Rohr, das oben verschlossen ist. Er besteht aus Bronzeblech und hat eine Höhe von ca. 3,50 m. |
| Sd | Knabe mit Fisch                                         | Kissinger Platz Lage                                           | 1925          | Paul Leibküchler                                                             | Der Brunnen mit der Bronzeskulptur „Knabe mit Fisch“, auch „Putto mit Fisch“ genannt, wurde 1925 von Paul Leibküchler geschaffen und auf dem Kissinger Platz aufgestellt. 1954 ersetzte ein Neuguss das Original. In einem achteckigen Becken steht ein lebensgroßer unbekleideter Knabe auf einem ebenfalls achteckigen Postament, das einen viereckigen, sich nach unten hin leicht verjüngenden Brunnenstock beschließt. Über seiner linken Schulter hält der Knabe einen Fisch, der einen Wasserstrahl in das Becken speit. Der Brunnen ist aus Ziegeln gemauert und mit einer Betonabdeckung versehen. 1987 wurde der Unterbau dieser Anlage neu gestaltet. |
| Sd | Bärenbrunnen                                            | Forckenbeckstraße 14, am Lochowdamm Sommerbad Wilmersdorf Lage | 1957          | Hoffrichter                                                                  | Der Brunnen wurde 1957 im Eingangsbereich des 1956 eröffneten Sommerbades errichtet. In einem blau gefliesten ovalen Becken aus Muschelkalk (6 m × 3 m) steht ein Bär vor einem kleineren Becken, in das aus zwei gegenüberliegenden Düsen Wasser spritzt. Einige Meter dahinter steht ein Trinkbrunnen aus Muschelkalk mit einem stilisierten Vogel und vier Wasserdüsen. |
| Sd | Brunnen Breite Straße 42                                | Breite Straße 42 Lage                                          | 1979          | Paul-Heinz Gischow                                                           | An einem 1978–1979 erbauten Wohnhaus steht im Durchgang zum Hof ein gleichzeitig errichteter Brunnen von Paul-Heinz Gischow. In einer Mulde aus Pflastersteinen (Durchmesser etwa 3 m) stehen zwei durchsichtige Hohlsäulen mit einem Durchmesser von je etwa einem Meter. Die eine ist etwa 4 m hoch, die andere über 2 m. In beiden sprudelt Wasser hoch, läuft über die obere Kante und rinnt außen an den Säulen hinab in die Mulde. Am Rande der Mulde liegen drei kleine Findlinge. 2017 sind die Hohlsäulen entfernt und stattdessen weitere Findlinge abgelegt worden. Der Brunnen selber ist nicht mehr in Betrieb. |
| Wd | Brunnen St.-Ludwig-Schule                               | Düsseldorfer Straße 13 Lage                                    |               | Entwurf unbekannt                                                            | Der Brunnen im Hof der katholischen St.-Ludwig-Schule besteht aus einem mit braunen und weißen Keramik-Fliesen eingefassten Becken von ca. 2 m Durchmesser, das die Verblendung der Fassaden des Hauses aus den 1950er Jahren aufgreift. Im Becken liegen Natursteine und in der Mitte ein kleiner „Vulkan“, aus dem Wasser sprudelt. |
| Wd | Brunnenanlage                                           | vor dem Haus Durlacher Straße 32/34 Lage                       |               |                                                                              | |
| Wd | Wasserpilz                                              | Leon-Jessel-Platz Lage                                         | 1984          | Emanuel Scharfenberg                                                         | Den Brunnen in Form eines überdimensionalen Röhrenpilzes aus Bronze schuf 1984 Emanuel Scharfenberg. Ein gepflasterter, leicht schräg zu einer Rinne hin abfallender runder Sockel bildet den Fuß des Pilzes. Das Wasser tritt oben mittig aus dem Pilzhut aus, bildet dort einen transparenten Film und tröpfelt dann über den Rand, am Stamm entlang, und über den Sockel. |
| Wd | Wasserstele auf dem Fasanenplatz                        | Fasanenplatz Lage                                              | 1989          | Rolf Lieberknecht                                                            | In der Mitte eines mit Steinplatten ausgelegten Platzes wächst eine schlanke runde Stele aus dem Boden. Das untere Drittel der Stele wurde aus Edelstahl gefertigt, während der obere Teil aus in Abständen gleichmäßig übereinander gereihten Glasscheiben besteht. Das Wasser tritt an der Spitze aus und läuft dann spiralförmig an der Stele herab in eine Abflussrinne. Die Brunnenskulptur aus Edelstahl und Glas wurde 1989 von Rolf Lieberknecht geschaffen und dort aufgestellt. |
| Wd | Trinkbrunnen                                            | Fehrbelliner Platz Lage                                        |               | Berliner Wasserbetriebe Siegfried Kaiser                                     | Der Brunnen vom Typ 1 steht auf der Nordseite des Hohenzollerndamms am Haupteingang zur Deutschen Rentenversicherung, Fehrbelliner Platz 5. |
| Wd | Brunnen auf dem Friedrich-Hollaender-Platz              | Friedrich-Hollaender-Platz Lage                                | 2012          | Christoph-Maria Maasberg (Garten- und Tiefbauamt)                            | Markantes Kernstück des Platzes ist der kreisrunde Brunnenplatz mit fünf Fontänen, die sich – bei Dunkelheit illuminiert – über raue und polierte Granitstelen und Steinpflaster ergießen und alles in neuem Licht erscheinen lassen. Steinquader bieten Sitzgelegenheiten am Rand des Brunnens, in der Sonne und im Schatten der alten Bäume. Der Platz mitsamt Brunnen wurde vom Tiefbauamt gestaltet und trägt die planerische Handschrift con Christoph-Maria Maasberg, dem 2011 unter tragischen Umständen verstorbenen Amtsleiter des Landschafts- und Tiefbauamts. |
| Wd | Delphin-Brunnen                                         | Hohenzollernplatz Lage                                         | 1968          | Hans Bautz                                                                   | Der Delphinbrunnen wurde von Hans Bautz modelliert, in Bronze gegossen und 1968 in einem Betonbecken auf dem Hohenzollernplatz aufgestellt. In einem Becken – in der Form eines Ringsegments – sind drei sogenannte Weißsprudler, die das Wasser stark aufschäumen, installiert. Die von einem quadratischen Sockel getragene Gruppenplastik stellt drei spielende Delphine dar. Der Brunnen in einer kleinen Grünanlage direkt vor der Kirche am Hohenzollernplatz lädt durch teilweise Holzauflage am Beckenrand und rund herum aufgestellte Bänke zum Verweilen ein. |
| Wd | Springbrunnen am Ludwigkirchplatz                       | Ludwigkirchplatz Lage                                          | 1983          |                                                                              | Der am Rand des Ludwigkirchplatzes liegende Brunnen ist Blickfang in einer gepflegten, vielfältig bepflanzten Grünanlage. In der Mitte eines großen runden Bassins steht leicht erhöht ein kleineres Becken mit einer üppigen Mittelfontäne und vielen kreisförmig herum angeordneten Düsen, aus denen das Wasser bogenförmig in das äußere Bassin abstrahlt. |
| Wd | Gänselieselbrunnen                                      | Nikolsburger Platz Lage                                        | 1910          | Cuno von Uechtritz                                                           | Der ursprüngliche Gänselieselbrunnen wurde 1910 von Cuno von Uechtritz geschaffen und auf dem Nikolsburger Platz aufgestellt. Die Bronzefiguren der Liesel und ihrer Gänse standen auf der Natursteinfassung eines romantischen Brunnens. Die Anlage ging im Zweiten Weltkrieg verloren und wurde als Stiftung der Berliner Industriebank AG 1988 von Harald Haacke nachgebildet. An der Rückseite eines künstlichen Teichs wurden Felsbrocken zu einem Plateau aufgeschichtet. Hier steht eine etwa lebensgroße Mädchenfigur in ländlicher Kleidung inmitten von drei Gänsen. In der rechten, leicht nach unten vorgestreckten Hand hält sie ein Stöckchen, aus dem Wasser tropft. Unterhalb des Plateaus fließt Wasser über eine Rinne aus der Felswand in den Teich. Reichhaltige Pflanzenwelt umrahmt die Anlage im Sommer. |
| Wd | Fischotterbrunnen                                       | Nikolsburger Platz 5 Lage                                      | 1910          | Albert Wille                                                                 | Der Sandsteinbrunnen an der Außenwand der Cecilienschule wurde 1910 von Albert Wille geschaffen. Der Brunnentrog ist innen gefliest. |
| Wd | Drei Springbrunnen                                      | Olivaer Platz Lage                                             | 1961          | Eberhard Fink                                                                | In der Grünanlage am Olivaer Platz sind drei niedrige, unterschiedlich große, quadratische Kunststeinbecken zu einem Ensemble zusammengefügt. Jeweils in der Mitte sprudelt eine niedrige, aufgeschäumte Fontäne. |
| Wd | Brunnenschale mit Fontäne                               | Prager Platz Lage                                              | 1986          |                                                                              | Den Mittelpunkt einer großzügigen Grünfläche bildet die schlichte Brunnenanlage. Ein sehr flaches Rundbecken ist mit einer ca. 7 m hohen Mittelfontäne und drei rundherum angeordneten kleineren Fontänen ausgerüstet. Der Springbrunnen wurde im Zuge der Neugestaltung des Prager Platzes 1986 als Fontäne in einem steinernen Rundbecken errichtet. |
| Wd | Mutter-Kind-Brunnen                                     | Rauenthaler Straße Lage                                        | um 1928       | Arminius Hasemann                                                            | aus Kalkstein |
| Wd | Siegfriedbrunnen                                        | Rüdesheimer Platz Lage                                         | 1911          | Emil Cauer d. J.                                                             | Im Rheingauviertel liegt an der westlichen Stirnseite des beliebten, stets vorbildlich bepflanzten und gepflegten Rüdesheimer Platzes vor einer gerundeten Mauer ein lang gestrecktes, geschwungenes Becken. Links und rechts flankieren Treppen zur oberen Ebene die Anlage. In der Mitte wurde ein hoher künstlicher Fels aufgeschichtet, auf dem die Brunnenfigur steht. Ein unbekleideter Siegfried, den Speer in der linken Hand, bändigt mit der rechten ein sich aufbäumendes Pferd. An den Treppenwangen lagern auf der linken Seite eine überlebensgroße weibliche Aktfigur als Versinnbildlichung der Nahe und rechts eine männliche als Verkörperung des Rheins. Am Berg läuft das Wasser in Rinnsalen herunter, während zu beiden Seiten an der Mauer aus jeweils vier Löwenköpfen Wasser in das Becken strahlt. Seit 1967 findet hier von Mai bis September der Rheingauer Weinbrunnen statt. |
| We | Wasserfall Brixplatz                                    | Brixplatz Lage                                                 | 1922          | Erwin Barth                                                                  | Das Flachbecken mit Quelle und Wasserfall über einem künstlichen Felsen aus Kalkstein wurde 1919/1922 von Erwin Barth im Zusammenhang mit der Anlage des Brixplatzes gestaltet. |
| We | Wasserspiele am Palais am Funkturm                      | Hammarskjöldplatz Lage                                         | 1956          | Bruno Grimmek                                                                | Die Wasserspiele gehören zum Palais am Funkturm und entstanden gemeinsam mit diesem 1956/1957 nach Entwürfen von Bruno Grimmek. Sie bestehen aus einem ca. 30 m × 60 m trapezförmigen Becken, in das drei Wasserspiele eingelassen sind, die aus je zwölf kreisförmig angeordneten Düsen Fontänen bilden. |
| We | Trinkbrunnen mit Fischotter                             | Heilsberger Dreieck, Heerstraße / Flatowallee Lage             | 1960          | Hans Bautz, Hans Hauffe                                                      | Der Trinkbrunnen aus Muschelkalk wurde 1960 auf dem Heilsberger Dreieck an der Ecke Heerstraße / Flatowallee aufgestellt. Er ist ca. 1,2 m lang, ca. 70 cm breit und liegt in der Nähe des Spielplatzes Heilsberger Allee. Er war viele Jahre außer Betrieb, wurde im Jahr 2007 aber technisch überholt, so dass die Funktion als Wasserspender wiederhergestellt ist. Der Fischotter aus Bronze wurde demontiert, gestohlen und bis heute aus Kostengründen nicht ersetzt. |
| We | Tänzerinnenbrunnen                                      | Sensburger Allee 25/26 Georg-Kolbe-Museum Lage                 | 1979          | Georg Kolbe                                                                  | Der Tänzerinnenbrunnen, der ursprünglich im Garten des jüdischen Bankiers und Versicherungsdirektors Heinrich Stahl in Dahlem stand, wurde in den späten 1930er Jahren zusammen mit der gesamten Immobilie und etlichen Kunstwerken zwangsverkauft; Stahl kam 1942 in das Ghetto Theresienstadt, wo er noch im gleichen Jahr ums Leben kam. Käufer war der bulgarische Konsul Theodor Dimanow, von dem der Brunnen im Jahr 1979 an das Kolbe-Museum abgeben wurde. Nun befindet er sich in dem mit Skulpturen Kolbes geschmückten Museumsgarten. Im Sommer 2025 kritisierte die Frankfurter Allgemeine Zeitung die Leitung des Museums, weil dieser Brunnen nicht klar als NS-Raubkunst gekennzeichnet ist. Allerdings hatte die Direktorin selbst eine öffentliche Diskussion zu dieser Problematik angestoßen. |
| We | Trinkbrunnen                                            | Spandauer Damm 148 Lage                                        |               | Berliner Wasserbetriebe                                                      | Der Trinkbrunnen vom Typ 1 steht auf dem Betriebsgelände der Berliner Wasserbetriebe und ist für die Öffentlichkeit nicht zugänglich. |
| We | Blauer Obelisk                                          | Theodor-Heuss-Platz Lage                                       | 1995          | Hella Santarossa                                                             | Acht Jahre nach der Wettbewerbsentscheidung wurde diese als Brunnen konzipierte strahlend blaue Skulptur aus sieben übereinander gestapelten, sich nach oben hin verjüngenden Glasquadern ausgeführt. Sie steht auf einem mit Edelstahl ummantelten Sockel in einem quadratischen Becken. Mittels einer Pumpe fließt das Wasser von oben über die von innen beleuchtete Säule. Die von der Künstlerin gestalteten blauen Gläser wurden auf der Innenseite einer durch eine Stahlkonstruktion getragene Verbundsicherheitsverglasung aufgebracht. Auf den Glasquadern des „Blauen Obelisken“ ist in tausenden von handschriftlichen Zeilen die Geschichte Charlottenburgs und Berlins eingeschrieben, durchsetzt mit aktuellen Textfragmenten. Um eine zu rasche Verkalkung zu vermeiden, wurde jahrelang nur kondensiertes Wasser verwendet. Der zwischenzeitlich stillgelegte Brunnen, oft Zielscheibe von Vandalismus, wurde erst im Jahr 2002 wieder in Betrieb genommen. |

## Nicht mehr vorhandene Brunnen
| OT | Name                                                  | Adresse / Lage                                      | Jahr    | Künstler                 | Kurzdarstellung mit Bild |
| -- | ----------------------------------------------------- | --------------------------------------------------- | ------- | ------------------------ | --- |
| Cb | Fontäne Flora                                         | Eosanderstraße Flora Lage                           | 1994    | Entwurf Johannes Otzen   | Die Flora war eine Vergnügungsstätte am Ufer der Spree, die von 1871 bis 1874 nach den Plänen des Architekten Johannes Ötzen entstand. Im Garten am Eingangsbereich befand sich ein großes Bassin mit Fontäne. |
| Cb | Rolandbrunnen                                         | Auguste-Viktoria-Platz Erstes Romanisches Haus Lage | 1874    | Entwurf Franz Schwechten | Ein Entwurf des Brunnens wurde von Schwechten auf der Gewerbeausstellung 1896 vorgestellt. Um 1900 wurde der Brunnen in einem umfriedeten Vorgarten vor dem Romanischen Haus aufgestellt, aber 1928 aufgrund von Straßenverbreiterungen wieder abgebaut und an die Stadt Riesenburg (heute: Prabuty) in Westpreußen verkauft und ist als einziges Überbleibsel des Romanischen Hauses erhalten geblieben. |
| Gw | Brunnen Walther Rathenau-Schule                       | Lage                                                |         | Entwurf unbekannt        | Der Brunnen befindet sich auf einer Grünfläche zwischen Herbertstraße und Caspar-Theyß-Straße, die zur Walther Rathenau-Schule. Die Schale wird als Blumenbeet benutzt, aber nicht weiter gepflegt. |
| Ha | Fontäne Lunapark                                      | Halenseestraße Lunapark Lage                        | um 1900 | Entwurf unbekannt        | Zwischen dem Terrassengebäude und dem See befand sich ein runder Brunnen von ca. 13 m Durchmesser, in dessen Mitte eine Fontäne ca. 15 m in die Höhe schoss. Die Anlage wurde 1935 abgerissen. |
| Wd | Gerhart-Hauptmann-Anlage: Vogeltränke mit Schildkröte | Gerhart-Hauptmann-Anlage Bundesallee 229 Lage       |         |                          | Die Vogeltränke befand sich im vorderen Teil der Anlage und wurde 2015 auf Wunsch einer Bürgerinitiative entfernt, weil sie angeblich beim Ballspielen eine gefährliche Stolperfalle darstellte. Der Verbleib der Tränke ist ungeklärt. |
| Wd | Springbrunnen auf dem Bundesplatz                     | Bundesplatz Lage                                    | 1909    |                          | Im Jahr 1909 wurde der Kaiserplatz im Zuge der Kaiserallee als Schmuckplatz gestaltet und erhielt u. a. einen Springbrunnen. 1950 wurde der Platz in Bundesplatz umbenannt und in den 1960er Jahren mussten Schmuckplatz und Springbrunnen für die Anlage des Bundesplatztunnels weichen. |
| Wd | Brunnen Hohenzollernplatz                             | Hohenzollernplatz Lage                              | um 1900 | Entwurf unbekannt        | Nachdem 1955 die Kriegsschäden am Hohenzollerndamm weitgehend beseitigt waren, erhielt dieser eine zweite Fahrbahn, wobei die Verkehrsführung am Hohenzollernplatz geändert wurde und die Gartenanlage mit Brunnen der Fahrbahn geopfert wurde. 1968 wurde die Anlage durch Karl Schmid grundlegend neu gestaltet. |
| Wd | Trinkbrunnen                                          | Preußenpark Lage                                    |         | Berliner Wasserbetriebe  | Im Preußenpark befanden sich zwei Trinkbrunnen, eine Vogeltränke mit drei Fröschen und eine Vogeltränke mit Ente. Laut Auskunft des Grünflächenamtes wurden diese entfernt. |
| Wd | Venezianischer Löwenbrunnen                           | Rathaus Wilmersdorf Lage                            | um 1700 | unbekannt                | Dieser aus dem 18. Jahrhundert stammende venezianische Schalenbrunnen stand von 1911 bis 1972 im Garten des Ausflugslokales Schloss Brüningslinden in Kladow. Nach dem Abriss des Lokals wurde der Brunnen von der Berliner Bank übernommen und dem Bezirk Wilmersdorf gestiftet. Nach umfassender Restaurierung stand die Brunnenanlage ab 2. September 1988 im Wappenhof des Rathauses Wilmersdorf auf einem quadratischen Postament. 2011 wurde der Brunnen wegen der Sanierung des Rathauses Wilmersdorf abgebaut. Der Brunnen wurde saniert und eingelagert. Charlottenburg-Wilmersdorf hat den Brunnen 2016 dem Bezirk Spandau als Dauerleihgabe überlassen, wo er im Hof des Vereinshauses am Kladower Dorfplatz aufgestellt wurde. Die untere und gleichzeitig größte von drei Brunnenschalen lagert auf einer stabilen Mittelsäule und vier schlankeren auf den Rücken von Löwen gestützten Säulen. Darüber erheben sich, ebenfalls auf jeweils fünf Säulen stehend, die mittlere und die kleine Schale. An der Brunnenspitze tritt das Wasser durch einen Pinienzapfen nach oben aus, in die obere Schale fallend. Über vier im Boden installierte Wasserspeier läuft es in die darunter liegende und von dort über den Rand hängenden Schlangenköpfen in die untere, reich mit Ornamenten geschmückte Schale. Wasser speiende Tierköpfe zieren die Außensäulen der mittleren Brunnenschale. |

## Die Trinkbrunnen der Wasserbetriebe

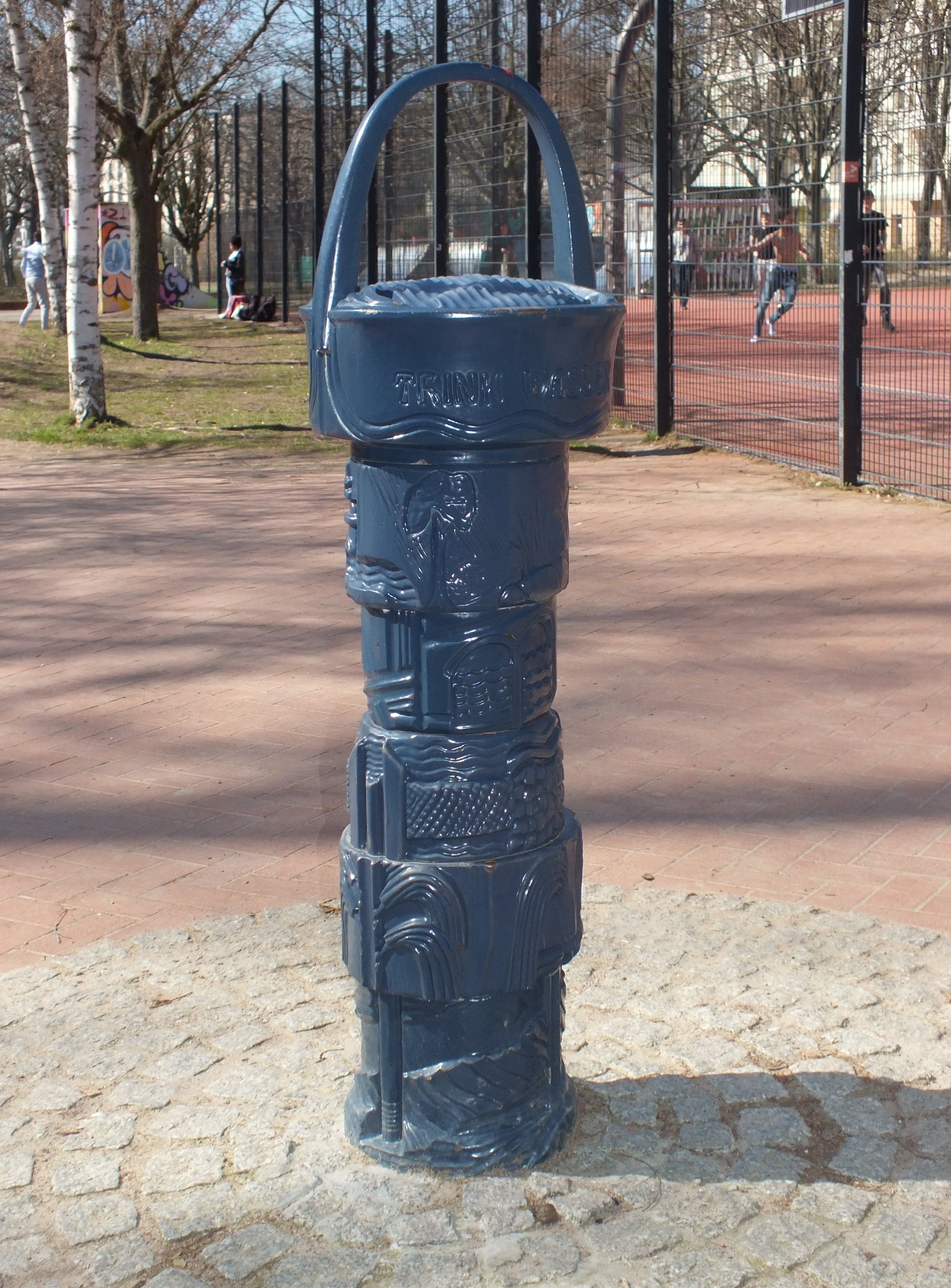
Die doppeldeutige Aufschrift „Trink Wasser“
(Brunnen im Volkspark Friedrichshain), im März 2017 noch abgedeckt.

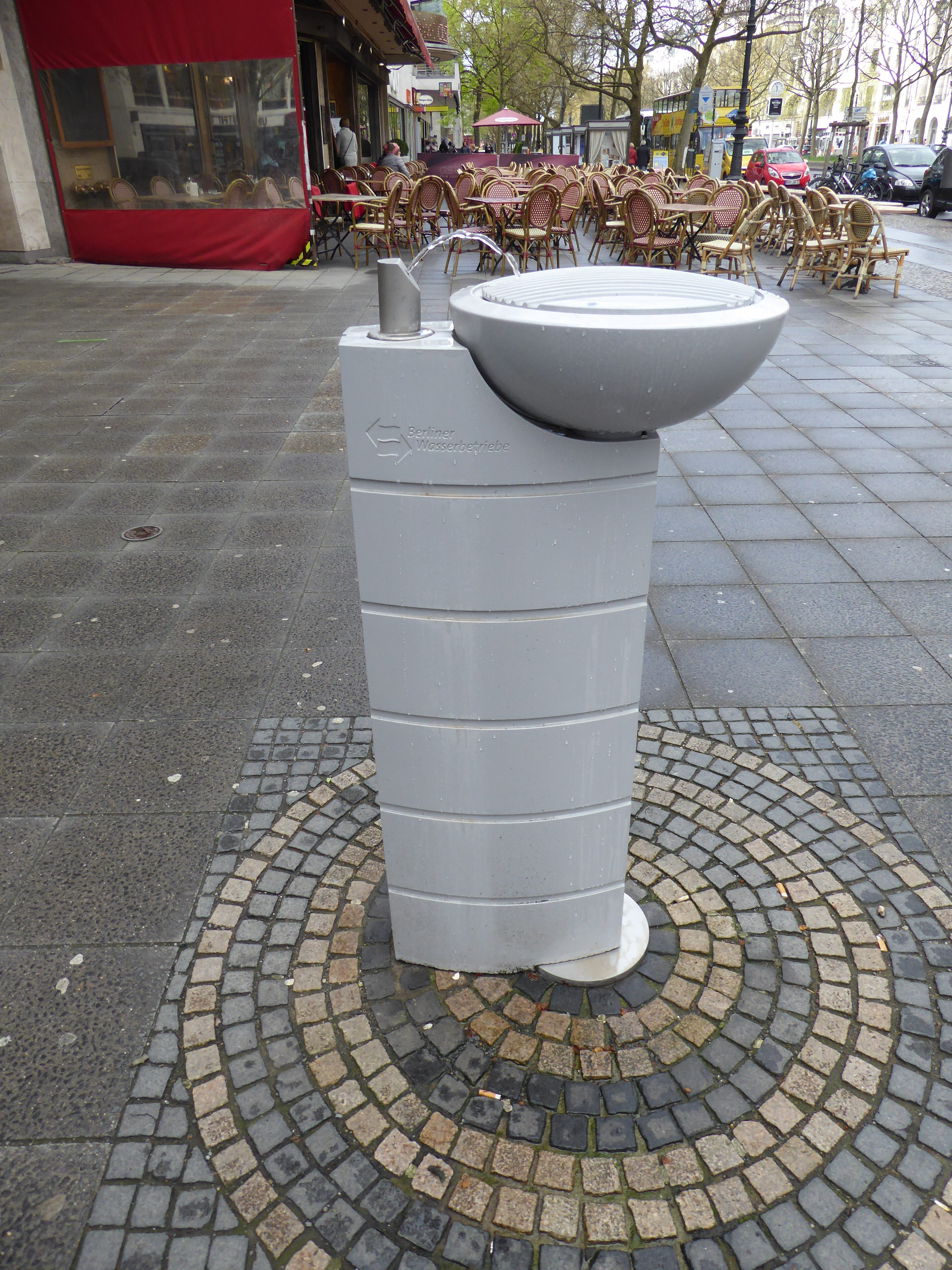
Charlottenburg Kurfürstendamm 225 Trinkbrunnen Typ 2

Der städtische Versorger, die Berliner Wasserbetriebe, hat zwei Arten von Trinkbrunnen entwickelt und diese im gesamten Berliner Stadtgebiet auf öffentlichen Plätzen, bevorzugt an stark frequentierten Stellen, aufgestellt. Ende 2016 zeigte eine Karte 32 Aufstellorte. Die kostenlose und berührungslose Erfrischung direkt aus der Wasserleitung wird von Spaziergängern, Einkaufenden und Touristen gern genutzt. Im Ablaufbereich finden sogar Hunde eine Erquickung. Die auf den Straßen und Plätzen installierten Brunnen werden wegen der Frostgefahr nur zwischen Mai und Oktober betrieben.
Typ 1: Die kleinen aus Bronze gegossenen ein Meter hohen Säulen mit etwa 40 Zentimeter Durchmesser zeigen in ihrem unteren Teil fünf übereinander angeordnete Reliefs zu Themen der Berliner Stadtgeschichte. Die Entwürfe stammen vom Designer Siegfried Kaiser, erste Modelle entstanden im Jahr 1985. Die Wasserschale ist wie ein abgestelltes Körbchen geformt und mit einem Gitter bedeckt. Aus einer Messingkugel an der Seite steigt permanent ein kleiner Wasserstrahl auf. Durch technische Maßnahmen im Inneren der Säule wird beste Trinkwasserqualität garantiert.
Typ 2: Die aus Aluminium gegossenen und 105 Zentimeter hohen Säulen sind durch Quermarkierungen optisch in fünf gleich hohe Segmente untergliedert und besitzen einen leicht ovalen Querschnitt, der Entwurf stammt vom Berliner Designer Marcus Botsch. An einer Seite des oberen Randes ist eine flache Schale mit 50 Zentimeter Durchmesser eingearbeitet, aus deren Mitte ebenfalls stetig ein feiner Wasserstrahl aufsteigt. Dieser Typ, auch als Berliner Trinkbrunnen bezeichnet, besitzt keine Ornamente, wirkt aber äußerst elegant und eignet sich auch für die Aufstellung in Innenbereichen größerer Unternehmen.